# Павлов, Василий Гурьевич
Васи́лий Гу́рьевич Па́влов (1 (?) февраля 1854 года — 14 апреля 1924 года) — российский миссионер и проповедник, один из основателей и первых руководителей Союза русских баптистов.

## Юность и начало служения
Родился в феврале 1854 года («за 2 недели до масленицы») в селе Воронцовке Александропольского уезда Эриванской губернии Российской империи в молоканской семье-переселенцев из Рязанской губернии.
Получив начальное образование, вместе с родителями переехал в Тифлис, где в 1871 году присоединился к баптистской общине, приняв крещение от бывшего молоканского наставника Н. И. Воронина.
В 1875 году по направлению Тифлисской церкви баптистов выехал в Гамбург, где обучался в духовной семинарии, основанной немецким миссионером и богословом И. Онкеном. По завершении годичного курса обучения В. Г. Павлов был рукоположён И. Онкеном на миссионерское служение и вернулся в Тифлис.
По возвращении Павлов предпринял ряд миссионерских поездок по молоканским селениям Закавказья.
В 1880 году рукоположён на служение пресвитера, после чего посетил Самарскую, Киевскую, Херсонскую, Могилевскую губернии, где проповедовал и совершал крещения.
С 1887 года за свою религиозную деятельность дважды отбывал четырёхлетний срок ссылки в Оренбурге, после чего, в 1895 году эмигрировал в Румынию, где возглавил русско-немецкую общину баптистов в г. Тульча. Находясь за рубежом, Павлов вёл активную переписку с российскими общественными деятелями, защищавшими принципы веротерпимости, в частности, В. Д. Бонч-Бруевичем, готовил материалы для прессы (например, журнала «Беседа»).

## Руководство Союзом баптистов России

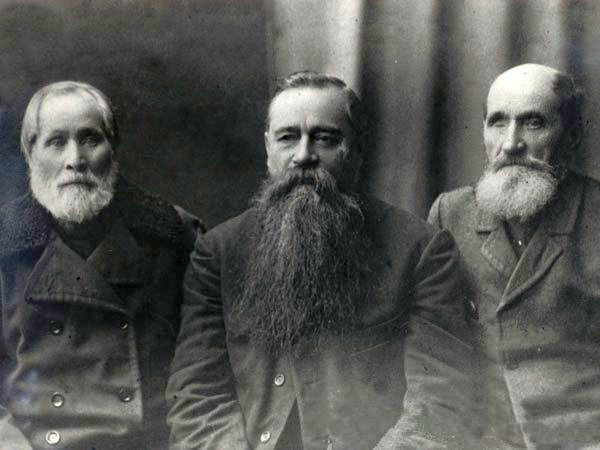
слева направо: М. Т. Ратушный, В. Г. Павлов, И. В. Лисицын

Вернувшись в 1901 году в Тифлис В. Г. Павлов включается в работу Союза русских баптистов, ежегодно участвуя в съездах объединения. В 1905 году в составе российской делегации принимал участие в работе 1-го съезда в Лондоне, где был основан Всемирный баптистский альянс. Одновременно он готовит апологетические материалы в защиту баптистов.
В период революции 1905 года В. Г. Павлов занял умеренную позицию, приняв участие в работе местного отделения партии кадетов, поддерживая конституционные реформы, связанные с утверждением принципа свободы совести. При непосредственном участии Павлова был подготовлен пакет поправок к законодательству, регламентировавшему вопросы регистрации неправославных религиозных организаций.
В 1907 году Павлов вошел в состав редколлегии вновь учрежденного журнала «Баптист», а с 1910 года занял пост его главного редактора. В 1909 году на съезде, после самоотвода предыдущего председателя Д. И. Мазаева, В. Г. Павлов единогласно был избран председателем Союза баптистов России.
После революции 1917 года, В. Г. Павлов активно включился в работу по объединению Союза баптистов России с Всероссийским союзом евангельских христиан, для чего в течение 1920 года провёл ряд совместных конференций и съездов.
Занимаясь административной работой, Павлов не оставлял миссионерской деятельности и в 1923 году прибыл в г. Баку для проповеди евангельского христианства в Закавказье. Однако во время пути его состояние здоровья резко ухудшилось и 14 апреля 1924 года В. Г. Павлов скончался. Похоронен в Тбилиси.

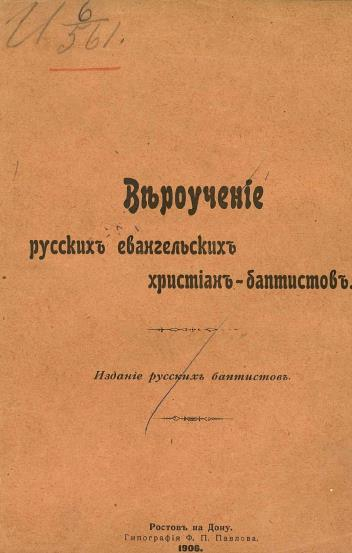
Вероучение российских баптистов, составленное В. Г. Павловым в 1906 г.

## Наследие
В. Г. Павлов оставил значительное письменное наследие в виде журнальных статей, трудов апологетического, догматического и экзегетического характера, учебных пособий, а также обширной переписки.
Им было переведено с немецкого языка «Гамбургское исповедание веры», ставшее образцом для выработки собственных исповеданий веры российских баптистов, а также ряд сборников проповедей и апологетических трудов немецких и английских богословов. Значимым документом также является книга В. Г. Павлова «Правда о баптистах», являющаяся первым систематическим трудом по истории российского баптизма.